# Magyar Posta
Magyar Posta Zrt. – operator pocztowy oferujący usługi pocztowe na Węgrzech, z siedzibą w stolicy kraju – Budapeszcie.